# Quantanthura pacifica
Quantanthura pacifica là một loài chân đều trong họ Anthuridae. Loài này được Wägele miêu tả khoa học năm 1985.